# Zatoka Staszka
Zatoka Staszka (ang. Staszek Cove) – zatoka na Wyspie Króla Jerzego, część Zatoki Admiralicji między Przylądkiem Agat na północy a Demay Point na południu.
Do zatoki schodzi Lodowiec Baranowskiego. W południowej części zatoki leży Przylądek Blok, a w jego pobliżu ujście Potoku Fosa. Nazwę nadała polska ekspedycja naukowa na cześć prof. Stanisława Baranowskiego.